# Agalinis skinneriana
Agalinis skinneriana är en snyltrotsväxtart som först beskrevs av Alphonso Wood, och fick sitt nu gällande namn av Britt.. Agalinis skinneriana ingår i släktet Agalinis och familjen snyltrotsväxter. Inga underarter finns listade i Catalogue of Life.